# La Paene Masara
La Paene Masara (ur. 10 listopada 1974) – indonezyjski bokser, dwukrotny olimpijczyk.

## Kariera amatorska
W 1996 r., Masara reprezentował Indonezję w kategorii 48 kg. na igrzyskach olimpijskich rozgrywanych w Atlancie. W swojej pierwszej walce pokonał Słowaka Petera Baláža 13:3, awansując do 1/8 finału. Kolejnym rywalem był Jesús Martínez, który przegrał wysoko na punkty. W ćwierćfinale, Masara zmierzył się z Rafaelem Lozano i przegrał zaledwie jednym punktem. Startował również na igrzyskach w 2000 r., które miały miejsce w Sydney, również w kategorii papierowej. Udział zakończył na 1/8 finału, przegrywając z Kimem Ki-sukiem. Przed walką z Koreańczykiem, Masara pokonał reprezentanta Portoryko Ivána Calderóna.